# Bondokuy
Cet article concerne le village chef-lieu. Pour le département et la commune rurale, voir Bondokuy (département).
Bondokuy ou Bondoukuy (anciennement Bondoukoï ou Dérakouï) est un village du département et la commune rurale de Bondokuy (ou Bondoukuy), dont il est le chef-lieu, situé dans la province du Mouhoun et la région de la Boucle du Mouhoun au Burkina Faso.

## Géographie

### Démographie
- En 2003, le village comptait 3 982 habitants estimés[2].
- En 2006, le village comptait 3 750 habitants recensés[1].

## Histoire
Louis-Gustave Binger y entre le 15 mai 1888. Il écrit : « Le chef de la confédération de Bondoukoï [sic] est un vieillard aveugle, sans autorité ; il possède peu, de sorte qu'il n'est pas considéré : c'est Doufiné qui en est le vrai chef ; il est aimé et craint de tout le monde [...]. Bondoukoï est composé d'un groupe central de cinq villages, d'un village nommé Tanfi, situé à un kilomètre dans l'ouest, et d'un autre à 1 kil. 500 dans l'est, appelé Diampan ».
Louis-Gustave Binger évalue alors la population à « 2 500 à 3 000 habitants. À côté de la population Niéniégué vit une colonie de Dokhosié d'environ 150 personnes et onze familles Foulbé de même origine que celles de Kotédougou ».

## Santé et éducation
Le village accueille un centre de santé et de promotion sociale (CSPS).

## Personne célèbre
- Le capitaine Ibrahim Traoré, Président de la Transition du Burkina Faso depuis le 30 Septembre 2022, est né à Bondokuy.